# 北川隆吉
北川 隆吉（きたがわ たかよし、1929年1月3日 - 2014年4月7日）は、日本の社会学者。名古屋大学名誉教授。専門は、労働社会学、地域社会学、理論社会学、社会学史、社会運動論、地方自治論、東アジア研究、看護の社会学など多岐にわたる。

## 生涯
日本統治時代の朝鮮半島・京城生まれ。京城にて初等中等教育を修了し京城帝国大学予科に進む。終戦後、第八高等学校文科甲類に転入、戦前からの著名な社会学者井森陸平の薫陶を受ける。
1952年、東京大学文学部社会学科卒業。社会学科教授で『中支江南農村社会制度研究』で知られる林惠海の指導により同大学院に進学するが1年半で退学し、1953年10月、東京大学文学部社会学研究室助手に採用される。東大助手時代に、非常勤講師として招かれていた有賀喜左衛門に出会う。
1958年、法政大学社会学部社会学科専任講師に就任。その後、助教授、教授と昇任し同大社会学部の発展に努めた。また、大学院設置に際しては当時、オーギュスト・コント研究で著名であった名古屋大学教授本田喜代治招聘を実現させた。学生運動に際しては大学側の中心メンバーとして収拾に尽力した。
1978年10月、名古屋大学文学部教授に就任。阿閉吉男の後任として社会学講座を主宰し、大学院では多くの研究者を育てる。
名古屋大学を定年退官後、1992年4月から大学院を新設した専修大学文学部教授に招聘される。
1999年3月、専修大学を定年退職。大学教育の第一線を退いた後も、東京自治問題研究所を経て現代社会構想・分析研究所を設立。若手研究者を指導し、自らも実証研究を続ける。

## 労働社会学、地域社会学の構想
北川の分析手法は「批判的構造分析」と呼ばれ、厳密な調査・実証を基とした堅牢な論述で知られる。詳細は北島滋『開発と地域変動』（東信堂、1998年）を参照。

## 著書

### 単著
- 『繊維産業勞働組合の性格―勞働組合における日本的なるもの』（東京大学文学部卒業論文, 1952年）
- 『日経連―日本の支配機構』（労働旬報社, 1968年）
- 『山村社会の姿と動き（林業改良普及双書42）』（全国林業改良普及協会, 1969年）
- 『私の社会学的研究の旅路―すぎこしかたのよしなしことども』（非売品, 1999年）

### 編著
- 『富士フイルム労働組合員の意識と実態』（合化労連富士フイルム労働組合, 1962年）
- 『労働社会学入門』（有斐閣, 1965年）
- 『日本の経営・地域・労働者（上下）』（大月書店, 1981年）
- 『ハイテク化と東京圏』（青木書店, 1989年）
- 『都市と産業のリストラクチュア』（中央法規, 1993年）
- 『有賀喜左衞門研究』（東信堂, 2000年）

### 共編著
- 『現代社会集団論』（東京大学出版会, 1958年）
- 『現代日本の都市社会』（三一書房, 1962年）
- 『20世紀社会学理論の検証』（有信堂高文社, 1996年）
- 『地方都市の再生』（アカデミア出版会, 1997年）

### 最近の論文
- 「中央大学法学部政治学科とわが国の社会学の交点」『中央評論』58巻2号（通巻第256号、2006年7月）

### その他
- 『地域社会の変容と統合過程の研究―岐阜県可児市調査報告』（名古屋大学文学部社会学研究室, 1985年）
- 『交通と社会―大垣市地域社会調査報告』（名古屋大学文学部社会学研究室, 1986年）
- 『可児市のまちづくり―都市形成の主体をめぐって』（名古屋大学文学部社会学研究室, 1987年）
- 『笠原町の地場産業とまちづくり―21世紀をめざして』（名古屋大学文学部社会学研究室, 1990年）